# Іж Юпітер

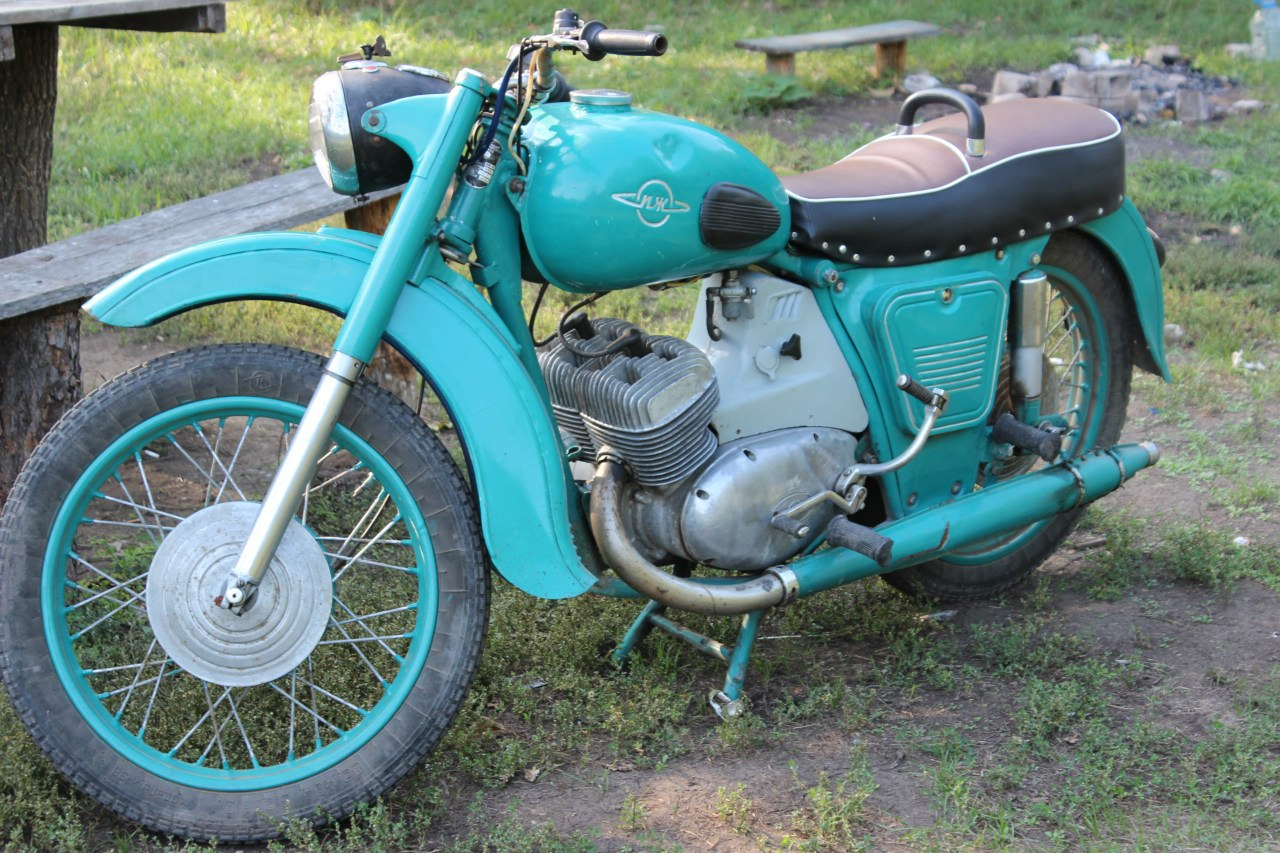
Двоциліндровий мотоцикл Іж Юпітер-2, 1965 рік

Юпітер - дорожній мотоцикл середнього класу, призначений для їзди по дорогах з різним покриттям. Випускався Іжевським машинобудівним заводом з 1961 по 1966 рік. Поклав початок серії мотоциклів «Іж Юпітер» - «Іж Юпітер 5», останній мотоцикл якої («Іж Юпітер-5») був випущений в 2008 році.

## Історія
На другу половину 1958 року перед конструкторами бюро постало нове завдання - підготовка до випуску мотоцикла «Іж Юпітер». Іжевські машинобудівники демонстрували дослідний зразок нової моделі на Всесвітній виставці в Брюсселі вже в 1959 році. Мотоцикл спочатку іменувався «Іж-58», а потім був перейменований в «Іж-Юпітер». Перші дослідні зразки показали досить гарні результати. Потужність двигуна була доведена до 18 к.с.
Більш зручною в експлуатації була і коробка перемикання передач, поліпшена змазка підшипників. Виробництво двигунів було організовано на Іжевському механічному заводі. Серійний випуск «Іж Юпітер» було розпочато у другій половині 1961 року.
Всього було випущено 477 747 мотоциклів.

## Модифікації
- Іж ЮК - модифікація з боковим причепом (коляскою) БП-58 (від Іж-56К) або з новим БП-62. Максимальна швидкість 80 км/год, суха вага 255 кг, ширина 1650 мм, колія 1170 мм. Підвіска колеса коляски - торсіонна, кузова коляски - пружинна.

## Модернізації
«Іж Юпітер» послужив початком цілої серії двоциліндрових мотоциклів:
- «Іж Юпітер-2» (1965-1971 рр..) - потужність двигуна 19 к.с. при 4900 об/хв
- «Іж Юпітер-3» (1971-1977 рр..) - потужність в порівнянні з попередником зросла майже на 40 відсотків (25 к.с. при 5700 об/хв). Моделі був привласнений Державний знак якості СРСР.
- «Іж Юпітер-3-01» (1977-1980 рр..)
- «Іж Юпітер-3-02» (1979-1981 рр..)
- «Іж Юпітер-4» (1982-1985 рр..) - потужність двигуна підвищена до 28 к.с. при 5600 об/хв, крутний момент до 3,58 кгс * м, 12-вольтовое електрообладнання, нова світлотехніка.
- «Іж Юпітер-5» (з 1985 року) - потужність двигуна знижена до 24 к.с, але поліпшена характеристика крутного моменту в області середніх оборотів. З'явилася кнопка «аварійного запуску», що замикає обмотку збудження генератора на масу, минаючи регулятор напруги, при запуску із трохи розрядженим акумулятором. В 1987 році отримав значно оновлену зовнішність: бензобак, облицювання і приладовий щиток.
- «Іж Юпітер-5-020-03» (Іж 6.113-020-03) - модель з двигуном рідинного охолодження, потужність зросла до 25 к.с.